# Le Roi de Lahore
Le Roi de Lahore és una òpera en cinc actes amb música de Jules Massenet i llibret en francès de Louis Gallet. Es va estrenar al Palais Garnier de París el 27 d'abril de 1877.
Le Roi de Lahore és la tercera òpera de Massenet i va ser el seu primer gran èxit a París. Després es van realitzar representacions per tot Europa i va ser una de les més populars dels compositors de l'època. En un any de l'estrena l'òpera va ser representada, per exemple, a Torí, Roma, Bolonya, i Venècia. La Royal Opera House, Covent Garden, la va presentar a Londres l'any 1879, i el 1906 es va estrenar a Montecarlo.
Per quan es va estrenar al Metropolitan Opera el 1924, El roi di Lahore en particular, i l'estil de Massenet de l'òpera romàntica en general, havia passat de moda de manera que només va tenir sis representacions i mai s'hi ha reposat des de llavors.
Una reposició recent es va fer al Teatro La Fenice de Venècia el 2005 sota la batuta de Marcello Viotti, representació que va ser llançada en CD i DVD.

## Personatges
| Personatge                     | Tessitura    | Repartiment de l'estrena, 27 d'abril de 1877(Director: Édouard Deldevez) |
| ------------------------------ | ------------ | ------------------------------------------------------------------------ |
| Sitâ, sacerdotessa d'Indra     | soprano      | Josephine de Reszke                                                      |
| Kaled, el criat del rei        | mezzosoprano | Jeanne Fouquet                                                           |
| Alim, rei de Lahore            | tenor        | Marius Salomon                                                           |
| Scindia, ministre d'Alim       | baríton      | Jean Lassalle                                                            |
| Timour, summe sacerdot d'Indra | baix         | August-Acanthe Boudouresque                                              |
| Indra, una deïtat hindú        | baix         | Georges-François Menu                                                    |

## Enregistraments
| Any  | Repartiment (Sitâ, Alim, Scindia)                     | Director, Teatre d'òpera i orquestra                   | Segell discogràfic                                   |
| ---- | ----------------------------------------------------- | ------------------------------------------------------ | ---------------------------------------------------- |
| 1979 | Joan Sutherland, Luis Lima, Sherrill Milnes           | Richard Bonynge, Cor i orquestra Filharmònica Nacional | Àudio CD: 433 851-2 Decca, DDD, temps total 146 min. |
| 2004 | Ana María Sánchez, Giuseppe Gipali, Vladimir Stoyanov | Marcello Viotti, Cor i orquestra Teatre La Fenice      | Àudio CD: Dynamic                                    |